# Tremellomycetidae
De Tremellomycetidae is een onderklasse van de klasse Basidiomycetes. Volgens de Index Fungorum kent de onderklasse de volgende indeling (met steeds één voorbeeldsoort per orde, indien aanwezig in Wikipedia):
- Subklasse: Tremellomycetidae
  - Orde: Auriculariales
  - Orde: Christianseniales
  - Orde: Cystofilobasidiales
  - Orde: Filobasidiales
  - Orde: Tremellales
  - Orde: Tulasnellales